# Marchese di Anglesey

Stemma.

Marchese di Anglesey è un titolo nel pari del Regno Unito. È stato creato nel 1815 per Henry Paget, II conte di Uxbridge, un eroe della battaglia di Waterloo. Il marchese detiene i titoli di conte di Uxbridge, nella contea di Middlesex, nel pari di Gran Bretagna (1784), barone Paget, de Beaudesert, nella Pari d'Inghilterra (1553), ed è anche un baronetto irlandese, di Plas Newydd nella contea di Anglesey e di Mount Bagenall nella contea di Louth.

## Storia
La famiglia di Paget discende da Sir William Paget, stretto consigliere di Enrico VIII. Il figlio più giovane, il terzo barone, era un avversario di Elisabetta I. Il quinto barone è stato Lord luogotenente di Buckinghamshire (1641-1642). Suo figlio, il sesto barone, era ambasciatore in Austria e nell'impero ottomano. Alla sua morte il titolo passò a suo figlio, il settimo barone, nominato anche barone di Burton. Nel 1714 è stato nominato conte di Uxbridge, nella contea di Middlesex. Tuttavia, la contea e la baronia di Burton si estinse alla morte di suo nipote, il secondo conte, nel 1769.
Gli succedette un cugino, Henry Bayly, che divenne il nono barone. Gli succedette il figlio maggiore, il secondo conte, un comandante militare di primo piano che ha guadagnato la fama nella battaglia di Waterloo, dove perse una gamba. Alcune settimane dopo venne nominato Marchese di Anglesey.
Successivamente ricoprì la carica di Master-General of the Ordnance e Lord luogotenente d'Irlanda. Gli succedette il figlio maggiore dal suo primo matrimonio, il secondo marchese, che servì come Lord Ciambellano sotto Lord Melbourne (1839-1841). Il suo unico figlio del suo primo matrimonio, il terzo marchese, rappresentò South Staffordshire in Parlamento. Egli non aveva figli e gli succedette il fratellastro, il quarto marchese, che ricoprì la carica onoraria di Vice Ammiraglio del Galles del Nord ed Ovest Carmarthen. Suo figlio, il quinto marchese, divenne noto per aver sperperare la sua eredità e accumulato enormi debiti. Gli succedette suo cugino, il sesto marchese. A partire dal 2010 i titoli sono detenuti dal suo unico figlio, il settimo marchese, succeduto nel 1947.

## Baronetto Bayly
Il baronetto Bayly, di Plas Newydd, nella contea di Anglesey e di Mount Bagenall nella contea di Louth, è stato creato nel Baronetti d'Irlanda nel 1730 per Edward Bayly, che in precedenza aveva rappresentato Newry nella Camera dei Comuni irlandese. Nel 1712 ha ereditato beni consistenti nell'Anglesey, tra cui Plas Newydd, ancora la residenza ufficiale della famiglia. Gli succedette il figlio, il secondo Baronetto. Egli rappresentò Anglesey nella Camera dei Comuni britannica. Gli succedette suo figlio, il terzo Baronetto, che era già riuscito come nono barone Paget e fu creato conte di Uxbridge nel 1784.

## Baroni Paget (1553)
- William Paget, I barone Paget (1506-1563)
- Henry Paget, II baron Paget (1535-1568)
- Thomas Paget, III barone Paget (1540-1590)
- William Paget, IV barone Paget (1572-1628)
- William Paget, V barone Paget (1609-1678)
- William Paget, VI barone Paget (1637-1713)
- Henry Paget, VII barone Paget (1663-1743) (creato barone Burton nel 1711 e conte di Uxbridge nel 1714)

## Conti di Uxbridge, prima creazione (1714)
- Henry Paget, I conte di Uxbridge (1663-1743)
- Henry Paget, II conte di Uxbridge (1719-1769)

## Baroni Paget (1769)
- Henry Paget, IX barone Paget (1744-1812) (creato conte di Uxbridge nel 1784)

## Conti di Uxbridge, seconda creazione (1784)
- Henry Paget, I conte di Uxbridge (1744-1812)
- Henry Paget, II conte di Uxbridge (1768-1854) (creato Marchese di Anglesey nel 1815)

## Marchesi di Anglesey (1815)
- Henry Paget, I marchese di Anglesey (1768-1854)
- Henry Paget, II marchese di Anglesey (1797-1869)
- Henry Paget, III marchese di Anglesey (1821-1880)
- Henry Paget, IV marchese di Anglesey (1835-1898)
- Henry Paget, V marchese di Anglesey (1875-1905)
- Charles Paget, VI marchese di Anglesey (1885-1947)
- George Paget, VII marchese di Anglesey (1922-2013)
- Charles Alexander Vaughan Paget, VIII marchese di Anglesey (2013)

L'erede è il figlio dell'attuale marchese, Benedict Dashiell Thomas Paget, conte di Uxbridge (1986).